# Cymodoce coronata
Cymodoce coronata är en kräftdjursart som beskrevs av William Aitcheson Haswell 1882. Cymodoce coronata ingår i släktet Cymodoce och familjen klotkräftor.

## Underarter
Arten delas in i följande underarter:
- C. c. intermedia
- C. c. fusiformis
- C. c. coronata